# Scartichthys
Scartichthys és un gènere de peixos de la família dels blènnids i de l'ordre dels perciformes.

## Taxonomia
- Scartichthys crapulatus (Williams, 1990)[1]
- Scartichthys fernandezensis (Clark, 1938)[2]
- Scartichthys gigas (Steindachner, 1876)[3]
- Scartichthys rubropunctatus (Valenciennes, 1836)[4]
- Scartichthys variolatus (Valenciennes, 1836)[4]
- Scartichthys viridis (Valenciennes, 1836)[4]
- Scartichthys xiphiodon (Clark, 1938)[2][5][6][7][8][9][10]